# Batman of the Future
A Batman of the Future (eredeti cím: Batman Beyond) amerikai televíziós rajzfilmsorozat, mely a The New Batman Adventures későbbi jövőben játszódó folytatása. Ez a negyedik rajzfilmsorozat a DC animációs univerzumban. A Warner Bros. Animation készítette. Amerikában 1999. január 10. és 2001. december 18. között a Kids' WB, míg Magyarországon a Viasat 3 és a Viasat 6 mutatta be, 2017. június 16-ától az RTL Spike is bemutatta.

## Szereplők
| Szereplő                       | Eredeti hang                                                         | Magyar hang                                                                                              |
| ------------------------------ | -------------------------------------------------------------------- | --- |
| Batman / Terry McGinnis        | Will Friedle                                                         | Markovics Tamás (1. évad) Moser Károly (2-3. évad)                                                       |
| Weasel                         | Will Friedle                                                         | ? |
| Batman / Bruce Wayne           | Kevin Conroy                                                         | Jakab Csaba                                                                                              |
| Dana Tan                       | Lauren Tom                                                           | ? (1. évad) Törtei Tünde (2-3. évad)                                                                     |
| Zöld Lámpás / Kai-Ro           | Lauren Tom                                                           | Mezei Kitty                                                                                              |
| Lee ügynök                     | Lauren Tom                                                           | ? |
| Max Gibson                     | Cree Summer                                                          | Vadász Bea                                                                                               |
| Tigrisnő                       | Cree Summer                                                          | ? |
| Tayko                          | Cree Summer                                                          | ? |
| Matt McGinnis                  | Ryan O'Donohue                                                       | ? (1. évad) Gacsal Ádám (2-3. évad)                                                                      |
| Mary McGinnis                  | Teri Garr                                                            | ? |
| Barbara Gordon                 | Stockard Channing (1. hang) Angie Harmon (2. hang)                   | ? (1. évad) Árkosi Kati (2-3. évad)                                                                      |
| Nelson Nash                    | Seth Green                                                           | Vári Attila (1. hang) Megyeri János (2. hang) Kossuth Gábor (3. hang) ? (4. hang) Albert Gábor (5. hang) |
| Chelsea Cunningham             | Yvette Lowenthal (1. hang) Rachael Leigh Cook (2. hang)              | ? (1. hang) Solecki Janka (2. hang)                                                                      |
| Bobbi 'Blade' Sommer           | Melissa Disney                                                       | Kiss Virág (1. hang) ? (2. hang)                                                                         |
| Curaré                         | Melissa Disney                                                       | ? |
| Blight / Derek Powers          | Sherman Howard                                                       | Kajtár Róbert                                                                                            |
| J-Man                          | Bruce Timm                                                           | ? (1-2. hang) Albert Gábor (3. hang)                                                                     |
| Howard Groote                  | Max Brooks                                                           | Kossuth Gábor (1. hang) Welker Gábor (2. hang)                                                           |
| Tinta                          | Shannon Kenny                                                        | Árkosi Kati (1. hang) Ősi Ildikó (2. hang) ? (3. hang)                                                   |
| Terminál / Carter Wilson       | Michael Rosenbaum                                                    | Albert Gábor                                                                                             |
| Ollie                          | Michael Rosenbaum                                                    | Kapácsy Miklós (1. hang) ? (2. hang)                                                                     |
| West ügynök                    | Michael Rosenbaum                                                    | ? |
| Ász, a batkutya                | Frank Welker                                                         | (eredeti nyelven)                                                                                        |
| Spellbinder / Dr. Ira Billings | Jon Cypher                                                           | Garai Róbert (1. hang) Welker Gábor (2. hang) ? (3. hang)                                                |
| Tízes / Melanie Walker         | Olivia d’Abo                                                         | ? |
| Király / Mr. Walker            | George Lazenby                                                       | Imre István (1. hang) Megyeri János (2. hang) Welker Gábor (3. hang)                                     |
| Királynő / Donna Walker        | Amanda Donohoe (1. hang) Sarah Douglas (2. hang)                     | ? (1-2. hang) Ősi Ildikó (3. hang)                                                                       |
| Bubi / Jack Walker             | Scott Cleverdon (1. hang) Nicholas Guest (2. hang)                   | ? (1. hang) Kossuth Gábor (2. hang)                                                                      |
| Shriek / Walter Shreeve        | Chris Mulkey                                                         | Fekete Zoltán (1. hang) ? (2. hang) Kapácsy Miklós (3. hang)                                             |
| Mad Stan                       | Henry Rollins                                                        | ? (1. hang) Megyeri János (2. hang) Albert Péter (3. hang)                                               |
| Sam Young                      | Paul Winfield                                                        | ? (1. hang) Bolla Róbert (2. hang) Megyeri János (3. hang)                                               |
| Superman / Clark Kent          | Christopher McDonald                                                 | ? |
| Aquagirl / Mareena Curry       | Jodi Benson                                                          | Solecki Janka                                                                                            |
| Nagy Barda / Barda Free        | Farrah Forke                                                         | ? |
| Warhawk / Rex Stewart          | Peter Onorati                                                        | ? |
| Mikron                         | Wayne Brady                                                          | Kapácsy Miklós                                                                                           |
| Sean Miller                    | David Faustino                                                       | Kapácsy Miklós                                                                                           |
| Dr. Stanton                    | Mitch Pileggi                                                        | Kapácsy Miklós                                                                                           |
| Dr. Childes                    | Xander Berkeley                                                      | Bolla Róbert (1. hang) Albert Gábor (2. hang)                                                            |
| Zander                         | Alexis Denisof                                                       | ? |
| Lee                            | Ethan Embry                                                          | Bodrogi Attila                                                                                           |
| Terrapin                       | Ethan Embry                                                          | Kapácsy Miklós                                                                                           |
| Kairi Tanaga                   | Takayo Fischer                                                       | Árkosi Kati                                                                                              |
| Ms. Pinto                      | Ruth Zalduondo                                                       | Árkosi Kati                                                                                              |
| Jim Tate / Élő Arzenál         | Dorian Harewood                                                      | Bodrogi Attila (1. hang) Albert Péter (2. hang)                                                          |
| Stalker                        | Carl Lumbly                                                          | Szűcs Sándor (1. hang) Kapácsy Miklós (2. hang)                                                          |
| Aaron Herbst                   | William H. Macy                                                      | Crespo Rodrigo                                                                                           |
| Karros                         | William H. Macy                                                      | Garai Róbert                                                                                             |
| Miss Winston                   | Mari Devon (1. hang) Tress MacNeille (2. hang)                       | ? |
| Willie Watt                    | Scott McAfee                                                         | Fekete Zoltán (1. hang) Albert Gábor (2. hang)                                                           |
| Bennie                         | Miguel Sandoval                                                      | ? |
| Dr. Blades                     | Miguel Sandoval                                                      | Garai Róbert                                                                                             |
| Bennett ügynök                 | Joe Spano (1. hang) Kurtwood Smith (2. hang)                         | Megyeri János (1. hang) ? (2-3. hang) Imre István (4. hang)                                              |
| Zeta                           | Gary Cole (1. hang) Diedrich Bader (2. hang)                         | ? (1. hang) Albert Gábor (2. hang)                                                                       |
| Ro Rowen                       | Julie Nathanson                                                      | ? |
| Mr. Fixx                       | George Takei                                                         | Varga Tamás                                                                                              |
| Dr. Abel Cuvier                | Ian Buchanan                                                         | Varga Tamás                                                                                              |
| Ra's al Ghul                   | David Warner                                                         | Varga Tamás                                                                                              |
| Talia al Ghul                  | Olivia Hussey                                                        | Ősi Ildikó                                                                                               |
| Scab                           | Marc Worden                                                          | Albert Gábor (1. hang) Garai Róbert (2. hang)                                                            |
| Lula                           | Daphne Zuniga                                                        | ? |
| April                          | Daphne Zuniga                                                        | ? |
| Mr. Freeze / Victor Fries      | Michael Ansara                                                       | ? |
| Cynthia                        | Shiri Appleby                                                        | ? |
| Big Time / Charlie Bigelow     | Stephen Baldwin (1. hang) Clancy Brown (2. hang)                     | Megyeri János (1. hang) Bolla Róbert (2. hang)                                                           |
| Dr. Peter Corso                | Ed Begley Jr.                                                        | Garai Róbert                                                                                             |
| Lapember / Stewart Lowe        | Jeff Bennett                                                         | Albert Gábor                                                                                             |
| Magmaember / Mike Morgan       | Robert Davi                                                          | ? |
| Jégkirálynő / Mary Michaels    | Laura San Giacomo                                                    | ? |
| Istivan Hegedesh               | Corey Burton                                                         | Albert Gábor                                                                                             |
| Sable Thorpe                   | Gabrielle Carteris                                                   | Solecki Janka                                                                                            |
| Tyrus Block                    | Bernie Casey                                                         | Bolla Róbert                                                                                             |
| Kneejerk                       | Eric Michael Cole                                                    | Albert Gábor                                                                                             |
| Kaméleon                       | Townsend Coleman                                                     | Welker Gábor                                                                                             |
| Vincent                        | Don Harvey                                                           | Welker Gábor                                                                                             |
| Robert Vance                   | Stacy Keach                                                          | Welker Gábor                                                                                             |
| Halálostor / Harold            | Jason Nash                                                           | Welker Gábor                                                                                             |
| Carl                           | Mark Rolston                                                         | Welker Gábor                                                                                             |
| Tony Maychek                   | Stephen Collins                                                      | Kossuth Gábor                                                                                            |
| Mutro Botha                    | Tim Curry                                                            | Welker Gábor                                                                                             |
| Királykobra                    | Tim Dang                                                             | Hamvas Dániel                                                                                            |
| Corey Cavalieri                | Chris Demetral                                                       | Pálmai Szabolcs                                                                                          |
| DAK                            | Eli Marienthal                                                       | Pálmai Szabolcs                                                                                          |
| Trampli                        | Andy Dick                                                            | Albert Gábor                                                                                             |
| Jackson Chappell               | Larry Drake                                                          | ? |
| Dr. Howard Hodges              | Kevin Dunn                                                           | Balázsi Gyula                                                                                            |
| Bill Wallace                   | Dan Lauria                                                           | Megyeri János                                                                                            |
| Kövér Joker                    | Greg Eagles                                                          | ? |
| Zacharias                      | James Eckhouse                                                       | Imre István                                                                                              |
| Paxton Powers                  | Cary Elwes (1. hang) Parker Stevenson (2. hang)                      | Megyeri János                                                                                            |
| Payback                        | Bill Fagerbakke                                                      | Kapácsy Miklós                                                                                           |
| Howard Lewis                   | Bill Fagerbakke                                                      | ? |
| Daddy mama                     | Kathleen Freeman                                                     | ? |
| Knux                           | Johnny Galecki                                                       | Kossuth Gábor                                                                                            |
| Donny                          | Jason Marsden                                                        | Kossuth Gábor                                                                                            |
| Trey                           | Omar Gooding                                                         | Szűcs Sándor                                                                                             |
| Coe                            | Scott Valentine                                                      | Szűcs Sándor                                                                                             |
| Dr. Stephanie Lake             | Linda Hamilton                                                       | ? |
| Irene                          | Joanna Hulce                                                         | ? |
| Bombshell                      | Kate Jackson                                                         | ? |
| Spike                          | Joe Lala (1. hang) Mark Slaughter (2. hang)                          | ? |
| Dottie                         | Lauren Tom (1. hang) Cree Summer (2. hang) Pauley Perrette (3. hang) | ? |
| Louie                          | Matt Landers                                                         | Vizy György                                                                                              |
| Dr. Price                      | Wendie Malick                                                        | Törtei Tünde                                                                                             |
| Kukkoló Ian                    | Michael McKean                                                       | Bodrogi Attila                                                                                           |
| Eldon Michaels                 | Patton Oswalt                                                        | Bolla Róbert                                                                                             |
| Richard Armacost               | Robert Patrick                                                       | Németh Gábor                                                                                             |
| Winchell                       | Peter Mark Richman                                                   | Németh Gábor                                                                                             |
| Dr. Suzuki                     | Gedde Watanabe                                                       | Németh Gábor                                                                                             |
| Nagy Joker                     | Kevin Michael Richardson                                             | ? |
| Dr. David Wheeler              | John Ritter                                                          | Albert Gábor                                                                                             |
| Simon Harper                   | Tristan Rogers                                                       | ? |
| Deanna                         | Azura Skye                                                           | Simonyi Piroska                                                                                          |
| Jackie Wallace                 | Lindsay Sloane                                                       | Vadász Bea                                                                                               |
| Patrick                        | Taran Noah Smith                                                     | Welker Gábor                                                                                             |
| Ramrod                         | Ice T                                                                | Kossuth Gábor                                                                                            |
| Fingers                        | Malachi Throne                                                       | ? |
| Agytröszt                      | Brian Tochi                                                          | ? |
| Tamara Caulder                 | Mara Wilson                                                          | Molnár Ilona                                                                                             |
| Mason Forrest                  | Ian Ziering                                                          | ? |
| Burfid                         | Alex Thomas                                                          | Kapácsy Miklós                                                                                           |
| Dempsey                        | Seth Green                                                           | Kossuth Gábor                                                                                            |
| Mr. Brooks                     | Dan Castellaneta                                                     | Garai Róbert                                                                                             |
| Tanár                          | Sandra Horse                                                         | ? |
| Joyce Caulder                  | Rebecca Gilchrist                                                    | ? |
| Láthatatlan ember              | Victor Rivers                                                        | ? |
| Harry Caulder                  | James Sikking                                                        | Megyeri János                                                                                            |
| Énekesek                       | Andrienne Barbeau Beth Howland B.J. Ward Jamie Torcellini            | (eredeti nyelven)                                                                                        |
| Felolvasó                      | –                                                                    | Mohai Gábor                                                                                              |